# Nicolae Roșca (deputat)
Nicolae Roșca (n. 2 decembrie 1946) este un fost deputat român în legislatura 1992-1996, ales în județul Bacău pe listele partidului PDSR.